# مملكة داردانيا
كانت مملكة داردانيا دولة مستقلة في منطقة البلقان خلال العصور القديمة. غالب سُكان مملكة داردانيا كانوا من الدردانيين (الذين كانوا إما قبيلة إيليرية أو قبيلة تراقيين، أو ربما خليط من الاثنين). كانت كيانًا سياسيًا في وسط البلقان في منطقة دردانيا خلال العصور القديمة الكلاسيكية . سميت على اسم الدردانيين ، وهي قبيلة باليو البلقان التي شكلت جوهر النظام الدرداني. تمركزت دردانيا حول كوسوفو الحالية، ولكنها شملت أيضًا أجزاء من مقدونيا الشمالية ( غوستيفار )، وصربيا ( نوفي بازار )، وألبانيا ( كوكيس، تروبوجا، هاس ).  كانت الأجزاء الشرقية من دردانيا في منطقة الاتصال ثراكو-إليريان . قام ماركوس ليسينيوس كراسوس ، حفيد الحاكم الثلاثي ماركوس كراسوس ، بضم المملكة رسميًا في 28 قبل الميلاد أثناء حملته ضد الداقيين والباستارنيين .  تم دمج المنطقة لاحقًا في مقاطعة مويسيا في عام 15 قبل الميلاد، وبعد ذلك في عام 293 م، باسم مقاطعة دردانيا.

## قائمة المُلوك
حكم مملكة دردانيا مُلوك مختلفون.
- بارديليس (393-358 قبل الميلاد)
- كليتوس (356-355 قبل الميلاد)
- بارديليس الثاني (295-290 قبل الميلاد)
- مونونيوس الأول (290-270 قبل الميلاد)
- ميتيلوس (270-231 قبل الميلاد)
- لونغاروس (231-206 قبل الميلاد)
- باتو (206-176 قبل الميلاد)
- مونونيوس الثاني (176-167 قبل الميلاد)